# Хоу, Элиас

Элиас Хоу на картине «Люди прогресса»

Элиас Хоу (англ. Elias Howe; варианты написания имени Элиас Хоу, Элиас Гоу, Элиас Хоув, Илайес Хау, 9 июля 1819, Спенсер, Массачусетс, США — 3 октября 1867, Нью-Йорк, США) — американский механик и предприниматель; один из изобретателей швейной машины.

## Биография
Элиас Хоу родился в городе Спенсер штата Массачусетс, в 15 км от Вустера.
Хоу провёл детство и юность в Массачусетсе, проходил обучение на ткацкой фабрике, где затем работал мастером-механиком.
В апреле 1845 года Элиас Хоу создаёт первую рабочую версию своей швейной машины, 10 сентября 1846 года получает патент США #4750 на разработку машины, использующую стежок типа «локстич» (закрытый, челночный стежок). Элиас Хоу был не первым, кто придумал и создал швейную машину, до него в этой области работали такие инженеры, как Бартелеми Тимонье и Уолтер Хант, но именно Хоу стал обладателем патента на ключевую технологию. Швейная машина Хоу могла делать прямые швы со скоростью до 300 стежков в минуту, журнал «Scientific American» называет изобретение «экстраординарным».

Первая швейная машина Элиаса Хоу (1845 год)

Хоу не смог организовать производство и продажу машин у себя на родине и в 1846 году отправляется в Англию, где продаёт права на использование своей машины на территории Великобритании Уильяму Томасу, производителю корсетов, обуви и зонтов. После возвращения в США Хоу обнаруживает, что швейные машины похожей конструкции уже продаются, в частности машина Айзека Зингера выглядела усовершенствованной версией машины Хоу. Элиас подаёт в суд и после 5 лет разбирательств, в 1854 году, суд признаёт приоритет Хоу, остальные производители вынуждены платить ему роялти. Хоу и Зингер временно объединяют свои активы и получают по 5 долларов со всех проданных швейных машин, но их сотрудничество длится недолго.
Во время Гражданской войны с 14 августа 1862 года по 19 июля 1865 Элиас Хоу служит в качестве рядового в армии Соединённых Штатов.
В 1865 году в городе Бриджпорт (штат Коннектикут) основывает компанию «Howe Machine Company», швейные машины этой марки отмечены золотой медалью Парижской выставки 1867 года.
Элиас Хоу умирает в 1867 году в возрасте 48 лет. Похоронен на кладбище Грин-Вуд в Нью-Йорке. Хоу, как и его конкурент Зингер, стал к концу своей жизни мультимиллионером. В 2004 году Хоу был представлен в Национальной галерее славы изобретателей.

## Упоминания в массовой культуре
- Фильм «Help!» группы The Beatles заканчивается строчкой «С уважением посвящается Элиасу Хоу, который в 1846 году изобрёл швейную машину»[10].